# Зайдель, Ханнс
Ханнс За́йдель (также встречается Ганнс и Ганс, нем. Hanns Seidel, настоящее имя Франц Венделин Зайдель нем. Franz Wendelin Seidel; 12 октября 1901, Швайнхайм, Королевство Бавария — 5 августа 1961, Мюнхен) — немецкий политик, член Баварской народной партии и Христианско-социального союза. В 1957—1960 годах занимал должность премьер-министра Баварии.

## Биография
Зайдель родился вторым из шести детей коммерсанта Иоганна Зайделя, который умер в 1908 году. Окончив в 1921 году гуманистическую гимназию в Ашаффенбурге, Зайдель в 1921—1925 годах изучает юриспруденцию, германистику и экономику сначала в Вюрцбургском, затем во Фрайбургском университетах, а в самом конце — в Йенском университете. В 1928 году защитил докторскую диссертацию в Вюрцбурге, успешно сдал асессорский экзамен в 1930 году и работал адвокатом в Ашаффенбурге.
В 1932 году Ханнс Зайдель вступил в Баварскую народную партию. В 1933 году был арестован национал-социалистами, на некоторое время эмигрировал в Литву, но впоследствии несмотря на препятствия продолжил адвокатскую деятельность. В 1940—1945 годах Зайделя служил в вермахте на восточном фронте и дослужился до звания лейтенанта запаса танковой дивизии.
После Второй мировой войны в 1945—1947 годах Зайдель был назначен ландратом по округу Ашаффенбург. В 1945 году Зайдель вступил в ХСС. В 1946 году был делегатом конституционного собрания Баварии. В 1946—1961 годах являлся депутатом баварского ландтага, в 1947—1954 годах занимал должность министра экономики Баварии во втором и третьем правительствах Эхарда. С 1952 года также отвечал за транспорт.
В 1954—1957 годах Зайдель являлся пресс-секретарём фракции ХСС в ландтаге и тем самым являлся лидером оппозиции правительству Вильгельма Хёгнера. В 1955 году Зайдель был избран председателем ХСС, победив на выборах своего соперника Франца Йозефа Штрауса. Под руководством Зайделя партия провела основополагающие реформы организационного и кадрового порядка.
В 1957 году Ханнс Зайдель был избран премьер-министром Баварии после развала коалиции Хёгнера. После выборов в ландтаг в 1958 году Зайдель сохранил свой пост, сформировав коалиционное правительство ХСС/СвДП и Общегерманского блока/Союза изгнанных и бесправных. Он стремился превратить Баварию из аграрного в промышленный регион и способствовал строительству в Гундреммингене первой крупной электростанции. В 1958 году был принят закон «Об учительском образовании».
Ханнс Зайдель, в 1958 году пострадавший в автокатастрофе, вышел в отставку в январе 1960 года по состоянию здоровья. С поста председателя партии Зайдель ушёл в феврале 1961 года. Похоронен на мюнхенском Западном кладбище.

## Публикации
- Weltanschauung und Politik. (1960)
- Zeitprobleme. Gesammelte Aufsätze und Vorträge. (1960)
- Vom Mythos der öffentlichen Meinung. (1961)